# 皇太子伏特加
皇太子伏特加（Eristoff Vodka）是一種起源於喬治亞的伏特加酒，於1806年首次釀造。皇太子伏特加酒的標誌是一個正在嚎叫的狼，這也是喬治亞的象徵之一。蘇聯成立之後，皇太子伏特加酒的創始人逃亡美國。現在皇太子伏特加由百加得公司所有。

## 外部連結
- 官方网站
- Eristoff Vodka review
- Eristoff: One of the best Vodkas available in India
- / fastest growing global brand